# Varkey Vithayathil
 Varkey Vithayathil C.Ss.R. (Malayalam: മാർ വർക്കി വിതയത്തിൽ, Mār Varkki Vitayattil) (Parur, 29 mei 1927 - Kochi, 1 april 2011) was een Indiaas geestelijke van de Syro-Malabar-katholieke Kerk en een kardinaal van de Rooms-Katholieke Kerk.
Vithayathil werd op 12 juni 1954 tot priester gewijd. Op 11 november 1996 werd hij benoemd tot apostolisch administrator van Ernakulam-Angamaly en tot titulair aartsbisschop van Achrida; hij werd tevens voorzitter van de synode van de Syro-Malabar-katholieke Kerk. Zijn bisschopswijding vond plaats op 6 januari 1997. Op 19 april 1997 volgde zijn benoeming tot titulair aartsbisschop van Antinoë.
Op 23 december 1999 werd Vithayathil benoemd tot grootaartsbisschop van Ernakulam-Angamaly en primaat van de Syro-Malabar-katholieke Kerk. Paus Johannes Paulus II creëerde hem kardinaal tijdens het consistorie van 21 februari 2001; hij kreeg de rang van kardinaal-priester. Zijn titelkerk werd de San Bernardo alle Terme. Vithayathil nam deel aan het conclaaf van 2005 dat leidde tot de verkiezing van paus Benedictus XVI.
Van 2008 tot 2010 was Vithayathil voorzitter van de katholieke bisschoppenconferentie van India.
- Gemeinsame Normdatei: 1146274734
- International Standard Name Identifier: 0000 0001 1916 795X
- Library of Congress Control Number: n2011023451
- Nederlandse Thesaurus van Auteursnamen: 068338694
- Virtual International Authority File: 170351300
- WorldCat: E39PBJktmwhfTYVbDBYgh874MP